# 马生贵 (商标)
马生贵是中国新疆博尔塔拉蒙古自治州精河县的特色小吃“五台杂烩汤”的创始人，也是首批新疆老字号精河县大河沿子镇马生贵饭馆的代表性注册商标，创立于1984年。
马生贵所做五台杂烩汤为牛骨汤，配以牛肉丸子、夹沙、红薯粉、豆腐、菠菜、熟牛肉片等食材制作而成。

## 历史
1984年，昌吉州米泉市（今乌鲁木齐市米东区）的农民马生贵离家创业。抵达博尔塔拉蒙古自治州精河县以西60千米的五台后，马生贵一家住进了公路边的土坯房内，马生贵也开起饭馆谋生。马生贵每日搭车去大河沿子镇买肉；爬山接每日所需的泉水，这为后来杂烩汤的创造提供了原材料。一次，马生贵妻子的亲属来探望其一家，马生贵和亲戚分别烹饪九碗三行子作为宴席。宴后，因不忍浪费食材，马生贵将剩下的夹沙等炖煮。五台杂烩汤就此诞生，当时马生贵称其为杂烩汤。
312国道（乌伊公路）彼时穿过五台，路过的客车、货车连续不断，五台刚好成为旅客和司机休憩住宿之地。因马生贵做的杂烩汤有着清淡开胃、上餐快等特点，逐渐受到食客的喜爱。也因为各地的食客增多，杂烩汤又被冠以地名，被称为五台杂烩汤。到20世纪、21世纪之交，除马生贵的头号杂烩汤饭馆外，先后出现五台杂烩汤二号、九号等较为出名的五台杂烩汤饭馆。当时，五台的数百家饭店多以售卖五台杂烩汤为主，每到午饭时分，食客需要排队等位。精河县人民政府甚至为此设立五台管委会。
2005年，奎-赛高等级公路建成，若要前往五台不仅需要绕行，抵达时间也过早。这导致前往五台的人和车数量逐渐减少，五台开始陷入萧条，管委会撤销，不少饭馆选择搬迁、关门。不过马生贵的饭馆一直在坚持。2016年，马生贵的儿子马林正式成立“精河县大河沿子镇马生贵杂烩汤饭馆”。2019年，精河县开始对五台街区重建，除进行了修缮供排水、道路、亮化、房屋改建等基础设施工程外，又开始将其周围发展为包含观光、民俗体验、驿站文化的旅游景区。同时，五台工业园区也开始修建。包括马生贵杂烩汤饭馆在内的杂烩汤再次兴盛。马生贵杂烩汤饭馆在精河县等地开有分店，不过运营方式为统一配料、加工、送货。
2024年2月26日，马生贵作为精河县大河沿子镇马生贵饭馆的代表性注册商标，入选首批《新疆老字号名单》，成为博尔塔拉蒙古自治州首个入选的企业。

## 五台杂烩汤
马生贵烹饪的五台杂烩汤食材包括牛肉丸子、夹沙、红薯粉、豆腐、菠菜、熟牛肉片等。汤为炖煮的牛骨汤，食材陆续烧煮于其中，调味后配以香菜、香醋、辣椒油等提味。可配吊炉烤饼和小菜进食。